# Ștefan Vodă (Călărași)
Ştefan Vodă è un comune della Romania di 2 459 abitanti, ubicato del distretto di Călărași, nella regione storica della Muntenia.